# صموئيل هنتر
صموئيل هنتر (بالإنجليزية: Samuel Hunter)‏ هو لاعب جمباز فني بريطاني، ولد في 14 سبتمبر 1988.

## وصلات خارجية
- صموئيل هنتر على موقع الاتحاد الدولي للجمباز (licence) (الإنجليزية)
- صموئيل هنتر على موقع الاتحاد الدولي للجمباز (biography) (الإنجليزية)